# Jenna Fife
Jenna Josephine Fife (Livingston, 1º dicembre 1995) è una calciatrice scozzese, portiere del Rangers e della nazionale scozzese.

## Palmarès

### Nazionale
- Pinatar Cup: 1

2020